# Filippo Corsini
Filippo Corsini (Roma, 4 agosto 1962) è un giornalista e conduttore radiofonico italiano.

## Carriera
Assunto in Rai nel 1997, dopo un breve passaggio in tv in forza all'allora TGS (Testata Giornalistica Sportiva), passa in pianta stabile a Radio Rai nella Redazione sportiva del Giornale Radio. Inizia come inviato, soprattutto nella veste di bordocampista (presente ad esempio in questo ruolo al "Curi" per Perugia-Milan, che nel 1999 assegna lo scudetto ai rossoneri) passa poi alla conduzione da studio. Su Radiouno conduce Domenica Sport alla domenica pomeriggio e la trasmissione Tutto il calcio minuto per minuto al sabato pomeriggio, con lo sdoppiamento della popolare trasmissione dovuto allo spostamento delle partite della Serie B al sabato dalla stagione 2005-2006. Alfredo Provenzali lo designò come suo successore alla conduzione domenicale: il 26 agosto 2012 è diventato a tutti gli effetti il quarto conduttore nella storia della trasmissione, succedendo oltre che allo stesso Provenzali a Roberto Bortoluzzi e Massimo De Luca.
A partire dal 2007 ha avuto il ruolo di vice-caporedattore della redazione sportiva guidata per i seguenti dieci anni da Riccardo Cucchi; al pensionamento di quest'ultimo, avvenuto nel 2017, gli succede divenendo il nuovo caporedattore dello sport di Radio Rai.